# Plesiommata alcorni
Plesiommata alcorni är en insektsart som beskrevs av Beamer 1953. Plesiommata alcorni ingår i släktet Plesiommata och familjen dvärgstritar. Inga underarter finns listade i Catalogue of Life.